# マウンテン・ユニサイクリング
マウンテン・ユニサイクリング（Mountain Unicycling, MUni）とは、一輪車を用いてオフロードサイクリングを行う行為である。マウンテン・ユニサイクリングは普通、オフロード向けに設計された衝撃に強いハブと太いタイヤを用い、がっちりしたフレームを用いたマウンテン一輪車を用いる。普通の一輪車でも行うことが可能だが、自転車が壊れやすい。
マウンテン・ユニサイクリングは、マウンテンバイクで乗るような場所に加え、さらに厳しいコンディションの場所でも乗ることができる。マウンテン一輪車には多段変速機構がなく速く走行することができないため、マウンテンバイクよりもペースの遅いサイクリングになりがちであるが、一輪車は二輪の自転車よりも軽いため、登り勾配を速く進むことができる。さらに、一輪車は二輪よりも乗りこなすのがむずかしく、坂道を下るのが難しい。
今日では、全世界で数百のマウンテン・ユニサイクリストがいる。世界で最も有名なのはカナダ人のクリス・ホルム（Kris Holm|）であり、自身の名前の付いたマウンテン一輪車会社「クリス・ホルム」を1999年に設立している。彼は「マウンテン・ユニサイクリストはもっと転倒することに慣れなければいけない」と言っている。

## マウンテン一輪車
マウンテン一輪車（Mountain Unicycle, muni）は、マウンテン・ユニサイクリング用に作成、改造した一輪車である。マウンテン一輪車は、車輪径が24インチか26インチで、タイヤにマウンテンバイク用かダウンヒル用のものを用い、サドル下の前よりにハンドルを付ける。場合によってはオフロードでの乗車性能を上げるために、ブレーキやサスペンションをつけることもある。二輪のものとは異なりギアが1つに固定されているため、ペダルをこぐピッチを変えてスピードを調整するしかない。（ただしクリス・ホルム社がギアが2枚の一輪車のプロトタイプを作成してテスト中である） 急な坂道を登る場合、坂道の上方向に対して横向きになり、横方向に跳ねながら登ったりする。下りの場合は、完全にペダルから足を離し、足をタイヤにこすり付けながらブレーキをかけるようにして下るグライディング（gliding）と呼ばれるテクニックを使って下る人もいる。

## イベント
- アメリカ
  - California Mountain Unicycle Weekend
  - Moab,Utah MUni Fest.
- イギリス
  - British Muni Weekend (BMW)